# Gonzalo de Abreu y Figueroa
Gonzalo de Abreu y Figueroa (Sevilla, España, 1530-Santiago del Estero, 10 de abril de 1581) fue un militar y conquistador español, gobernador del Tucumán entre 1574 y 1580.

## Biografía
Gonzalo de Abreu y Figueroa nació en Sevilla, España, en 1530. Descendía de una familia ilustre. Abreu fue el primer gobernador designado directamente por el rey Felipe II de España, mediante real cédula en 1570, para suceder a Francisco de Aguirre. Estaba casado con Violante de Céspedes. Tomó posesión del cargo en 1574.
Murió en Santiago del Estero el 10 de abril de 1581, estando preso. El gobernador Hernando de Lerma había acusado a Abreu de 56 cargos, entre ellos la muerte de Jerónimo Luis de Cabrera, trato injusto a los viejos conquistadores, su responsabilidad en la destrucción de San Francisco de Álava, el haber resistido a la entrada de Lerma, etc. Su muerte sobrevino luego de terribles tormentos y extrema crueldad a los que lo sometiera su sucesor Lerma, quien lo declaró culpable el 3 de septiembre de 1580 sin darle oportunidad de defenderse.
Las causas de estos tormentos por parte de Lerma contra Abreu habrían sido por cuestiones muy personales. Abreu habría manifestado que Lerma era de ascendencia judía, que a una de sus abuelas la llevaron a la hoguera por herejías, que sus padres habrían sido sirvientes en la casa de los Abreu, etc.

## Gobierno del Tucumán (1574-1580)
Llegó a Santiago del Estero predispuesto contra su antecesor y enemigo Jerónimo Luis de Cabrera e hizo su ingreso a la ciudad en son de guerra y con aparato militar. Esto molestó a los santiagueños y motivó que uno de los vecinos, Martín Moreno, acercándose a un miembro de la comitiva recién arribada le preguntase: "Amigo, entrando a vuestra casa ¿Entráis de esta manera? ¿O aquí o somos traidores o vosotros lo sois?".
Lo primero que hizo Abreu fue dirigirse al Cabildo y se hizo recibir violentamente. Su primera disposición fue de secuestrar todos los bienes que Cabrera tenía en Santiago del Estero y anticipó que deseaba apresarlo. Tres días después partió hacia Córdoba para detenerlo. Encadenado como un criminal, llevaron a Cabrera a Santiago del Estero. Allí lo acusaron de conspirador, de intentar amotinarse contra los representantes de Su Majestad, y de no haber poblado en el valle de Salta, como lo ordenara el virrey Francisco de Toledo. En consecuencia, el fundador de Córdoba, sometido en siniestra parodia a juicio sumarísimo, terminó ejecutado a garrote vil, cortándosele después la cabeza.
Durante su gobierno, Gonzalo de Abreu apresó, atormentó y dio muerte a mucha gente, la mayoría injustamente. Ante ello, muchos ciudadanos optaron por irse de la capital. Fue derrotado por los indígenas en los Valles Calchaquíes ocasionándole muchas muertes a su tropa. Salvó su vida gracias al socorro de Hernán Mejía de Mirabal. Abreu licenció las tropas santiagueñas y con las restantes intentó fundar una ciudad, pero la mayoría de soldados desertaron hacia el Perú. De esa manera Abreu quedó desamparado y debió regresar a Santiago del Estero.
Designó como teniente de gobernador a Bartolomé de Mansilla, por ser persona de toda confianza y fidelidad, para que en lugar de Abreu se ocupe de la expedición de los negocios de la ciudad, en lo concerniente a temas judiciales y ejecución de la Real Justicia; determine los pleitos y causas, ejecute las sentencias, otorgue las apelaciones, reparta indígenas vacantes, para que pueda otorgar solares, chacras o estancias, etc. El gobernador Abreu ordenó al Cabildo le reciba el correspondiente juramento. Asumió como fiador del nuevo funcionario Juan Cano, quien se comprometió a que si Mansilla no comparecía a juicio de residencia dentro de los treinta días de terminado su mandato o que no se desempeñara correctamente en su función, él pagaría con sus bienes las condenas que recibiera Mansilla por ese motivo, según las leyes de Toledo.
En 1575 envió al capitán Hernán Mejía de Mirabal al Chaco y allí descubrió al famoso Mesón de Fierro, del que tanto aprovechaban los indígenas para obtener hierro para las puntas de sus flechas. Los españoles con algún conocimiento de física estaban sorprendidos de la excelente calidad de ese hierro, que nunca habían visto en Europa. Luego los españoles utilizaron su hierro para hacer clavos de herrar y tornillos. 
Abreu se sirvió en provecho propio de la encomienda de Manogasta y Soconcho. En este mismo año concedió a los franciscanos un terreno para construir su convento y escuela. En ese período también dispuso en Santiago del Estero sacar una acequia desde el río Dulce para regar las fincas de la ciudad.
Ordenó a Pedro de Zárate, conocedor de la zona, a fundar una nueva ciudad en el Valle de Jujuy, la que denominó San Francisco de Álava, que fue asentada en la confluencia de los ríos Grande y Xibi Xibi y que tuvo corta vida, ya que cuando el fundador regresó a Santiago del Estero, los indígenas la destruyeron completamente. La fecha de fundación fue el 13 de octubre de 1575 y la de su destrucción el 25 de mayo de 1576.
En 1576, Abreu ordenó la detención de Juan de Garay, quien acababa de fundar la ciudad de Santa Fe y más tarde sería el fundador de la ciudad de Buenos Aires, llevándolo detenido a Santiago del Estero.
En ese mismo año se fundó el Real Hospital en la capital de la gobernación. También en este año el gobernador Abreu dictó ordenanzas, que eran cuarenta y tres. Los encomenderos debían reducir sus aborígenes a pueblo, levantarles una iglesia, poner doctrineros en los pueblos, llevar registro de gente no bautizada, combatir el amancebamiento, borracheras, hechicería y demás pecados. Otras regulaban el trabajo de los naturales, el servicio personal, etc.
En 1577, Abreu salió de Córdoba y fundó la ciudad de San Clemente de la Nueva Sevilla, actual localización de Chicoana y donde estuvo ubicada Córdoba de Calchaquí, sobre sus ruinas. También duró pocos días. Tras pelear contra los calchaquíes, al sudeste de Rosario de Lerma actual fundó por segunda vez San Clemente, la que también fue arrasada. Luego la fundó por tercera vez y también fue destruida.
Insistió el gobernador Abreu con la búsqueda de la Ciudad de los Césares o "Trapalanda", adonde envió una expedición en 1579, pero de resultado infructuoso. En ese mismo año dictó más ordenanzas que años después fueron abolidas como injustas.
Hacia fines de 1578, Abreu tenía su ejército en el pueblo de Nonogasta, cuando recibió el pedido de auxilio de la ciudad de San Miguel de Tucumán, que había quedado desamparada y los aborígenes planeaban atacarla. En esa defensa se distinguió el teniente gobernador Gaspar de Medina, quien en un enfrentamiento personal mató al cacique Gualán. De vuelta de esa expedición, Abreu se dedicó al gobierno.
Paralelamente el virrey del Perú advirtió que Abreu se había excedido en los cuatro años de mandato, razón por la cual designó a Pedro Diego de Arana para que lo reemplazara. Pero antes de que partiera, llegó el nuevo gobernador, Hernando de Lerma, designado por el Rey. El virrey, de muy mala gana tuvo que aceptar esa designación.
Abreu fue apresado y engrillado por su sucesor Lerma, y murió en la cárcel.

## Crítica
Gonzalo de Abreu y Figueroa fue tiránico, perverso y malvado, su gobierno estuvo plagado de excesos y persiguió injustamente a sus mejores capitanes. Entró al Tucumán como un ejemplar de rectitud y prudencia y salió monstruo de tiranía y crueldades. Fue tan atrevido que trataba a los oidores de la Real Audiencia de Charcas como "bachilleres ignorantes".
Su gobierno fue mediocre, era violento, incapaz de autocontrol, atolondrado, sin inteligencia ni grandeza. La posteridad no le perdonó nunca el crimen cometido contra Cabrera. Fue una figura siniestra, la única abominable de cuantas actuaron en la conquista del Tucumán.
El historiador santiagueño Orestes Di Lullo lo calificó como "una calamidad" como militar y como gobernante.
| Predecesor: Jerónimo Luis de Cabrera | Gobernador del Tucumán 1574-1580 | Sucesor: Hernando de Lerma |